# Thomas Rådström

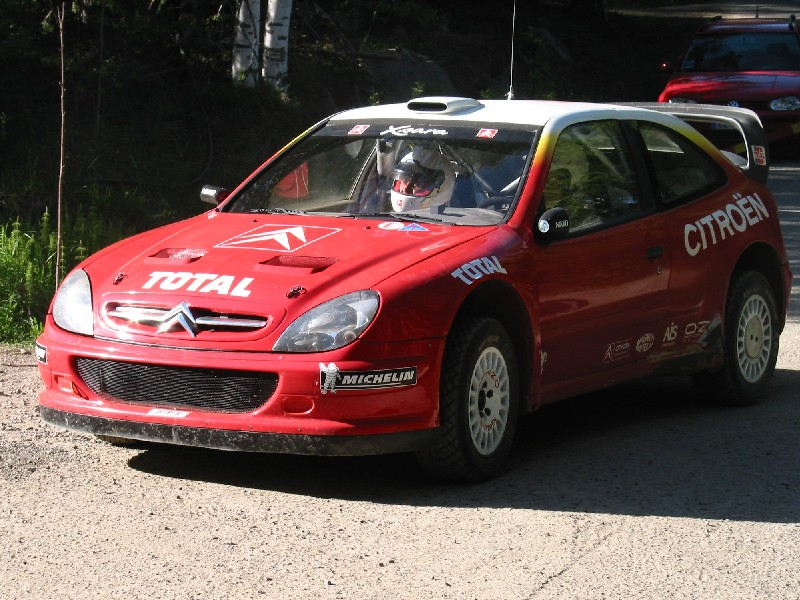
Rådström på ett test i Finland, 2002, under sin tid som fabriksförare för Citroën.

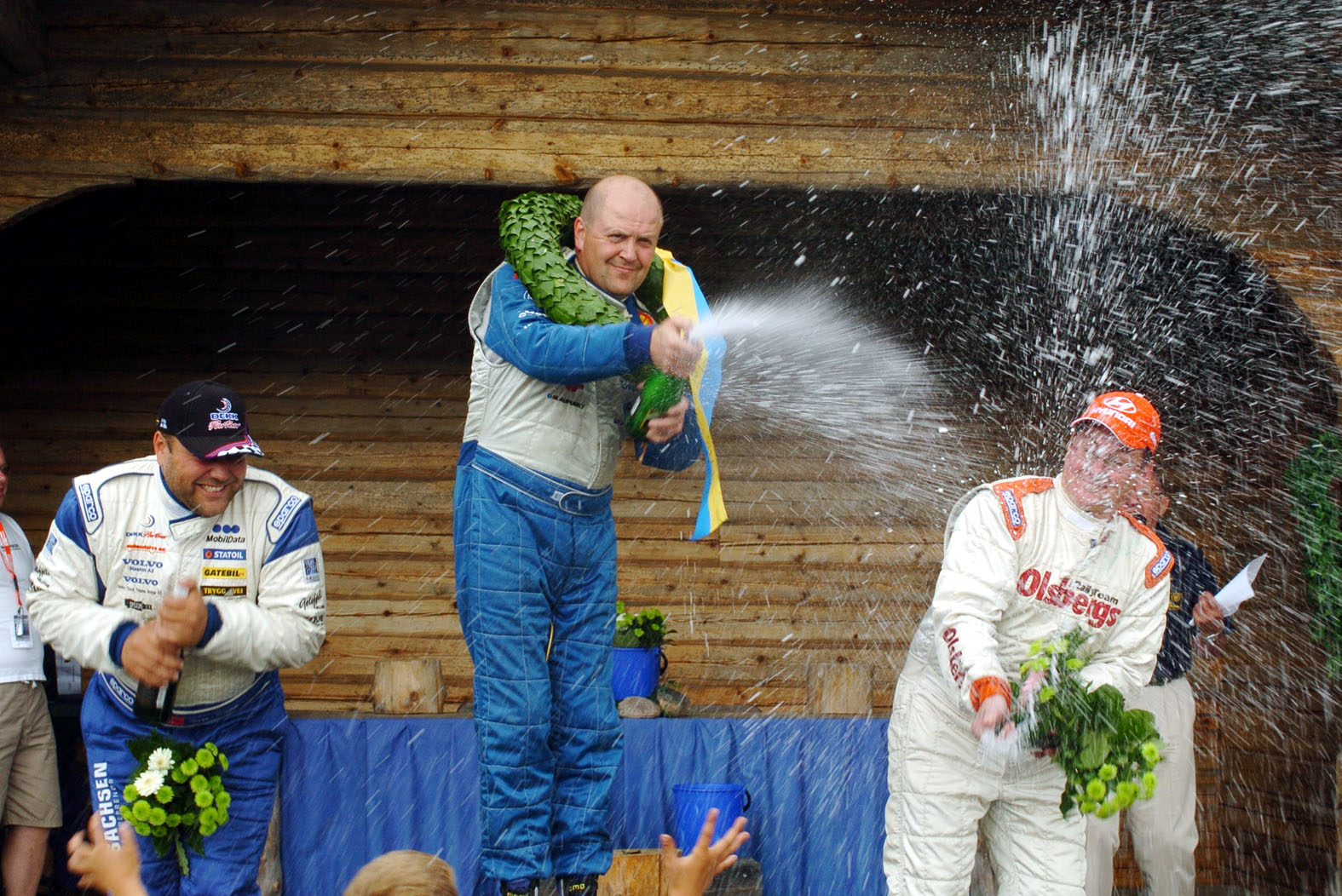
Rådström på pallen som trea under rallycross-VM i Höljes, 2007.

Thomas "Rådis" Rådström, född 1966, är en svensk tidigare rallyförare och svensk mästare i rally. 
Rådström körde under sin karriär som fabriksförare för flera bilfabrikanter i rally-VM. Han tog fyra pallplatser och flera sträcksegrar under sin karriär. Han vann Svenska rallyt 1994, då det dock inte ingick i VM.
Han har också tävlat i mindre skala i rallycross-VM.